# Plagiostenopterina vicaria
Plagiostenopterina vicaria är en tvåvingeart som beskrevs av Friedrich Georg Hendel 1914. Plagiostenopterina vicaria ingår i släktet Plagiostenopterina och familjen bredmunsflugor. Inga underarter finns listade i Catalogue of Life.